# Tristeza (Porto Alegre)
Tristeza es un barrio de la ciudad de Porto Alegre, Brasil. Fue creado por la Ley 2,022 del 7 de diciembre de 1959. Sus límites fueron modificados por la ley ordinaria 12,112 del 22 de agosto del 2016.
Con poco más de 15.000 habitantes según el censo del IBGE (2010), Tristeza es un barrio mixto ya que es bastante residencial, con predominio de viviendas unifamiliares, aunque desde la década del 2000 ha experimentado un importante desarrollo urbanístico y verticalización, además de ofrecer un comercio diversificado, especialmente en el área gastronómica. 
En 2023, el área alrededor de la avenida principal del barrio, Wenceslau Escobar, fue identificada por Ernst & Young como una de las cuatro «centralidades» de la ciudad como polo de ocio, entretenimiento y turismo.
Situada entre la colina de Vila Assunção y el Morro do Osso, Tristeza es uno de los veinte barrios de la ciudad bordeados por la Orla do Guaíba, accesible a la población a través de los llamados «portales», ubicados en calles que desembocan en sus orillas y franja de arena.